# Claud Allister
Claud Allister (3 octobre 1888, Londres, Royaume-Uni – 26 juillet 1970, Santa Barbara, Californie) est un acteur britannique.

## Biographie
Il a joué dans 74 films entre 1929 et 1955.

## Filmographie partielle
- 1929 : Le Procès de Mary Dugan (The Trial of Mary Dugan) de Bayard Veiller
- 1929 : Bulldog Drummond de F. Richard Jones
- 1930 : Monte-Carlo d'Ernst Lubitsch
- 1930 : In the Next Room d'Edward F. Cline
- 1930 : Ladies Love Brutes de Rowland V. Lee
- 1930 : The Florodora Girl de Harry Beaumont
- 1931 : I Like Your Nerve de William C. McGann
- 1931 : La Blonde platine (Platinum Blonde) de Frank Capra : Dawson, le valet
- 1931 : On the Loose
- 1932 : Two White Arms de Fred Niblo
- 1932 : Diamond Cut Diamond de Fred Niblo et Maurice Elvey
- 1933 : Sleeping Car d'Anatole Litvak
- 1934 : Those Were the Days
- 1935 : L'Ange des ténèbres (The Dark Angel), de Sidney Franklin
- 1936 : La Fille de Dracula (Dracula's Daughter) de Lambert Hillyer : Sir Aubrey
- 1938 : Tempête sur le Bengale (Storm over Bengal) de Sidney Salkow
- 1939 : Capitaine Furie (Captain Fury) de Hal Roach
- 1940 : Lillian Russell
- 1943 : Forever and a Day
- 1949 : Le Crapaud et le Maître d'école  - Ratty (voix)